# Polska na Letnich Igrzyskach Olimpijskich 1996
Podczas ceremonii otwarcia igrzysk 20 lipca 1996 szef polskiej misji olimpijskiej Eugeniusz Pietrasik wkroczył na czele polskiej ekipy na stadion olimpijski, a po ustawieniu się na płycie obiektu zasłabł i pomimo prowadzonej reanimacji zmarł po przewiezieniu do szpitala.
| Występy Polaków na Letnich Igrzyskach Olimpijskich 1996 |     |       |        |      |      |      |      |      |      |        |
| Sportowcy                                               | Lp. | złoto | srebro | brąz | 4 m. | 5 m. | 6 m. | 7 m. | 8 m. | Punkty |
| 165                                                     | 11. | 7     | 5      | 5    | 6    | 8    | 6    | 9    | 7    | 226    |

## Zdobyte medale
| Medale według dni | Medale według dni | Medale według dni | Medale według dni | Medale według dni | Medale według dni | Medale według dni |
| ----------------- | ----------------- | ----------------- | ----------------- | ----------------- | ----------------- | ----------------- |
| Dzień             | Data              |                   |                   |                   |                   |                   |
| Dzień 0           | 19.07             | –                 | –                 | –                 | –                 |                   |
| Dzień 1           | 20.07             | 1                 | 0                 | 0                 | 1                 |                   |
| Dzień 2           | 21.07             | 3                 | 0                 | 0                 | 3                 |                   |
| Dzień 3           | 22.07             | 0                 | 1                 | 0                 | 1                 |                   |
| Dzień 4           | 23.07             | 1                 | 1                 | 1                 | 3                 |                   |
| Dzień 5           | 24.07             | 0                 | 0                 | 1                 | 1                 |                   |
| Dzień 6           | 25.07             | 0                 | 1                 | 0                 | 1                 |                   |
| Dzień 7           | 26.07             | 0                 | 1                 | 1                 | 2                 |                   |
| Dzień 8           | 27.07             | 0                 | 0                 | 0                 | 0                 |                   |
| Dzień 9           | 28.07             | 0                 | 1                 | 0                 | 1                 |                   |
| Dzień 10          | 29.07             | 0                 | 0                 | 0                 | 0                 |                   |
| Dzień 11          | 30.07             | 0                 | 0                 | 0                 | 0                 |                   |
| Dzień 12          | 31.07             | 0                 | 0                 | 0                 | 0                 |                   |
| Dzień 13          | 01.08             | 0                 | 0                 | 0                 | 0                 |                   |
| Dzień 14          | 02.08             | 2                 | 0                 | 1                 | 3                 |                   |
| Dzień 15          | 03.08             | 0                 | 0                 | 0                 | 0                 |                   |
| Dzień 16          | 04.08             | 0                 | 0                 | 1                 | 1                 |                   |

| Medal  | Zawodnik                                                              | Dyscyplina           | Konkurencja                     | Rezultat | Data       |
| ------ | --------------------------------------------------------------------- | -------------------- | ------------------------------- | -------- | ---------- |
| Złoto  | Renata Mauer                                                          | Strzelectwo          | Karabin pneumatyczny 10 m       | 497,6    | 20 lipca   |
| Złoto  | Paweł Nastula                                                         | Judo                 | waga półciężka                  | ippon    | 21 lipca   |
| Złoto  | Ryszard Wolny                                                         | Zapasy               | styl klasyczny, waga lekka      | 7:0      | 21 lipca   |
| Złoto  | Andrzej Wroński                                                       | Zapasy               | styl klasyczny, waga ciężka     | 3:0      | 21 lipca   |
| Złoto  | Włodzimierz Zawadzki                                                  | Zapasy               | styl klasyczny, waga piórkowa   | 3:1      | 23 lipca   |
| Złoto  | Robert Korzeniowski                                                   | Lekkoatletyka        | chód na 50 km                   | 3:43:30  | 2 sierpnia |
| Złoto  | Mateusz Kusznierewicz                                                 | Żeglarstwo           | klasa Finn                      | 32       | 2 sierpnia |
| Srebro | Aneta Szczepańska                                                     | Judo                 | waga średnia                    | waza-ari | 22 lipca   |
| Srebro | Jacek Fafiński                                                        | Zapasy               | styl klasyczny, waga półciężka  | 0:6      | 23 lipca   |
| Srebro | Piotr Kiełpikowski Adam Krzesiński Jarosław Rodzewicz Ryszard Sobczak | Szermierka           | floret drużynowo                | 40:45    | 25 lipca   |
| Srebro | Mirosław Rzepkowski                                                   | Strzelectwo          | skeet                           | 148      | 26 lipca   |
| Srebro | Artur Partyka                                                         | Lekkoatletyka        | skok wzwyż                      | 2,37     | 28 lipca   |
| Brąz   | Józef Tracz                                                           | Zapasy               | styl klasyczny, waga półśrednia | 4:2      | 23 lipca   |
| Brąz   | Renata Mauer                                                          | Strzelectwo          | karabin małokalibrowy 3 postawy | 679,8    | 24 lipca   |
| Brąz   | Andrzej Cofalik                                                       | Podnoszenie ciężarów | waga lekkociężka                | 372,5    | 26 lipca   |
| Brąz   | Iwona Dzięcioł Katarzyna Klata Joanna Nowicka                         | Łucznictwo           | drużynowo                       | 244:239  | 2 sierpnia |
| Brąz   | Piotr Markiewicz                                                      | Kajakarstwo          | jedynka 500 m                   | 1:38,615 | 4 sierpnia |

### Indywidualna klasyfikacja medalowa
| Lp. | Zawodnik                               | złoto | srebro | brąz |   |
| --- | -------------------------------------- | ----- | ------ | ---- | - |
| 1   | Renata Mauer (strzelectwo)             | 1     | 0      | 1    | 2 |
| 2   | Paweł Nastula (judo)                   | 1     | 0      | 0    | 1 |
| 2   | Włodzimierz Zawadzki (zapasy)          | 1     | 0      | 0    | 1 |
| 2   | Ryszard Wolny (zapasy)                 | 1     | 0      | 0    | 1 |
| 2   | Andrzej Wroński (zapasy)               | 1     | 0      | 0    | 1 |
| 2   | Robert Korzeniowski (chód)             | 1     | 0      | 0    | 1 |
| 2   | Mateusz Kusznierewicz (żeglarstwo)     | 1     | 0      | 0    | 1 |
| 3   | Aneta Szczepańska (judo)               | 0     | 1      | 0    | 1 |
| 3   | Artur Partyka (skok wzwyż)             | 0     | 1      | 0    | 1 |
| 3   | Mirosław Rzepkowski (strzelectwo)      | 0     | 1      | 0    | 1 |
| 3   | Jacek Fafiński (zapasy)                | 0     | 1      | 0    | 1 |
| 3   | Piotr Kiełpikowski (szermierka)        | 0     | 1      | 0    | 1 |
| 3   | Adam Krzesiński (szermierka)           | 0     | 1      | 0    | 1 |
| 3   | Jarosław Rodzewicz (szermierka)        | 0     | 1      | 0    | 1 |
| 3   | Ryszard Sobczak (szermierka)           | 0     | 1      | 0    | 1 |
| 4   | Piotr Markiewicz (kajakarstwo)         | 0     | 0      | 1    | 1 |
| 4   | Iwona Dzięcioł (łucznictwo)            | 0     | 0      | 1    | 1 |
| 4   | Katarzyna Klata (łucznictwo)           | 0     | 0      | 1    | 1 |
| 4   | Joanna Nowicka (łucznictwo)            | 0     | 0      | 1    | 1 |
| 4   | Andrzej Cofalik (podnoszenie ciężarów) | 0     | 0      | 1    | 1 |
| 4   | Józef Tracz (zapasy)                   | 0     | 0      | 1    | 1 |

## Występy Polaków

### Badminton
- Katarzyna Krasowska – 9.-16.miejsce

### Boks
- Jacek Bielski – waga lekkopółśrednia, przegrał 2. walkę (2. eliminacja)
- Józef Gilewski – waga lekkośrednia, przegrał 1. walkę (1. eliminacja)
- Tomasz Borowski – waga średnia, odpadł w ćwierćfinale (5/8. miejsce)
- Wojciech Bartnik – waga ciężka, przegrał 2. walkę (2. eliminacja)

### Gimnastyka artystyczna
- Krystyna Leśkiewicz – wielobój, 21. miejsce
- Anna Kwitniewska – wielobój, 27. miejsce

### Jeździectwo
- Piotr Piasecki – WKKW, nie ukończył
- Bogusław Jarecki, Rafał Choynowski, Bogusław Owczarek, Artur Społowicz – WKKW, 16. miejsce

### Judo
- Małgorzata Roszkowska – waga musza, 7.-8. miejsce
- Ewa Larysa Krause – waga kogucia, 5.-6. miejsce
- Beata Kucharzewska – waga lekka, przegrała 1. walkę (2. eliminacja)
- Aneta Szczepańska – waga średnia, 2. miejsce (srebrny medal)
- Beata Maksymow – waga ciężka, 5.-6. miejsce
- Piotr Kamrowski – waga musza, odpadł w 2. walce (3. eliminacja)
- Jarosław Lewak – waga piórkowa, odpadł w repasażach
- Krzysztof Wojdan – waga lekka, odpadł w 1. walce (2. eliminacja)
- Bronisław Wołkowicz – 12 miejsce
- Marek Pisula – waga średnia, odpadł w 1. walce
- Paweł Nastula – waga półciężka, 1. miejsce (złoty medal)
- Rafał Kubacki – waga ciężka, odpadł w repasażach

### Kajakarstwo
- Aneta Pastuszka – K-1 500 m, 9. miejsce
- Izabela Dylewska, Elżbieta Urbańczyk – K-2 500 m, 7. miejsce
- Bogusława Knapczyk – K-1 slalom górski, 21. miejsce
- Piotr Markiewicz – K-1 500 m, 3. miejsce (brązowy medal)
- Andrzej Gajewski – K-1 1000 m, 6. miejsce
- Maciej Freimut, Adam Wysocki – K-2 500 m, 5. miejsce
- Dariusz Białkowski, Grzegorz Kotowicz, – K-2 1000 m, 4. miejsce
- Piotr Markiewicz, Grzegorz Kaleta, Marek Witkowski, Adam Wysocki, – K-4 1000 m, 4. miejsce
- Paweł Baraszkiewicz, Marcin Kobierski, – C-2 500 m, odpadli w półfinale
- Tomasz Goliasz, Dariusz Koszykowski – C-2 1000 m, odpadli w półfinale
- Jerzy Sandera – K-1 slalom górski, 27. miejsce
- Ryszard Mordarski – C-1 slalom górski, 8. miejsce
- Mariusz Wieczorek – C-1 slalom górski, 11. miejsce
- Krzysztof Kołomański, Michał Staniszewski – C-2 slalom górski, 7. miejsce
- Andrzej Wójs, Sławomir Mordarski – C-2 slalom górski, 15. miejsce

### Kolarstwo
- Grzegorz Krejner – tor, 1000 m ze startu zatrzymanego, 6. miejsce
- Robert Karśnicki – tor, 4000 m na dochodzenie, 12. miejsce
- Zbigniew Spruch, szosa ze startu wspólnego, 9. miejsce
- Sławomir Chrzanowski, szosa ze startu wspólnego, 50. miejsce
- Tomasz Brożyna, szosa ze startu wspólnego, 94. miejsce; szosa na czas, 22. miejsce
- Dariusz Baranowski, szosa ze startu wspólnego, nie ukończył; szosa na czas, 9. miejsce
- Marek Galiński – cross górski, 29. miejsce
- Sławomir Barul – cross górski, 36. miejsce

### Lekkoatletyka
- Małgorzata Rydz – 1500 m, 8. miejsce
- Anna Brzezińska – 1500 m, 12. miejsce
- Małgorzata Sobańska – maraton, 11. miejsce
- Aniela Nikiel – maraton, 29. miejsce
- Kamila Gradus – maraton, nie ukończyła
- Agata Karczmarek – skok w dal, 6. miejsce
- Renata Katewicz – rzut dyskiem, odpadła w eliminacjach
- Katarzyna Radtke – chód na 10 km, 7. miejsce
- Urszula Włodarczyk – siedmiobój, 4. miejsce
- Robert Maćkowiak – 200 m, odpadł w ćwierćfinale
- Piotr Rysiukiewicz – 400 m, odpadł w ćwierćfinale
- Leszek Bebło – maraton, 17. miejsce
- Grzegorz Gajdus – maraton, 61. miejsce
- Krzysztof Mehlich – 110 m przez płotki – odpadł w półfinale
- Paweł Januszewski – 400 m przez płotki – odpadł w eliminacjach
- Piotr Rysiukiewicz, Tomasz Jędrusik, Piotr Haczek, Robert Maćkowiak, Paweł Januszewski (eliminacje) – sztafeta 4 × 400 m, 6. miejsce
- Artur Partyka – skok wzwyż, 2. miejsce (srebrny medal)
- Przemysław Radkiewicz – skok wzwyż, 10. miejsce
- Jarosław Kotewicz – skok wzwyż, 11. miejsce
- Szymon Ziółkowski – rzut młotem, 10. miejsce
- Robert Korzeniowski – chód na 20 km, 8. miejsce; chód na 50 km, 1. miejsce (złoty medal)
- Sebastian Chmara – dziesięciobój – 15. miejsce

### Łucznictwo
- Joanna Nowicka – 11. miejsce
- Katarzyna Klata – 25. miejsce
- Iwona Dzięcioł – 33. miejsce
- Drużyna (Nowicka, Klata, Dzięcioł) – 3. miejsce (brązowy medal)
- Paweł Szymczak – 29. miejsce

### Pięciobój nowoczesny
- Igor Warabida – 5. miejsce
- Maciej Czyżowicz – 27. miejsce

### Pływanie
- Dagmara Komorowicz – 100 m stylem grzbietowym, odpadła w eliminacjach (31. czas)
- Izabela Burczyk – 200 m stylem grzbietowym, odpadła w eliminacjach (19. czas)
- Alicja Pęczak – 100 m stylem klasycznym, 14. miejsce; 200 m stylem klasycznym, 13. miejsce; 200 m stylem zmiennym, 15. miejsce
- Anna Uryniuk – 100 m stylem motylkowym, odpadła w eliminacjach (21. czas); 200 m stylem motylkowym, 12.-13. miejsce
- Bartosz Kizierowski – 50 m stylem dowolnym, odpadł w eliminacjach (28. czas); 100 m stylem dowolnym, 16.miejsce
- Bartosz Sikora – 200 m stylem dowolnym, odpadł w eliminacjach (36. czas); 200 m stylem grzbietowym, 4. miejsce
- Mariusz Siembida – 100 m stylem grzbietowym, 16. miejsce
- Marek Krawczyk – 100 m stylem klasycznym, odpadł w eliminacjach (25. czas); 200 m stylem klasycznym, 6. miejsce
- Rafał Szukała – 100 m stylem motylkowym, 5. miejsce
- Konrad Gałka – 200 m stylem motylkowym, 14. miejsce
- Marcin Maliński – 200 m stylem zmiennym, odpadł w eliminacjach (17. czas); 400 m stylem zmiennym, 7. miejsce
- Mariusz Siembida, Marek Krawczyk, Rafał Szukała, Bartosz Kizierowski – sztafeta 4 × 100 stylem zmiennym, 7. miejsce

### Podnoszenie ciężarów
- Marek Gorzelniak – waga musza, 13. miejsce
- Wojciech Natusiewicz – waga piórkowa. 21. miejsce
- Andrzej Cofalik – waga półciężka, 3. miejsce (brązowy medal)
- Marek Maślany – waga lekkociężka, 11. miejsce
- Dariusz Osuch – waga ciężka II, 8. miejsce

### Siatkówka
- Damian Dacewicz, Piotr Gruszka, Krzysztof Janczak, Marcin Nowak, Witold Roman, Krzysztof Śmigiel, Andrzej Stelmach, Krzysztof Stelmach, Mariusz Szyszko, Leszek Urbanowicz, Paweł Zagumny – 11.-12. miejsce

### Strzelectwo
- Julita Macur – pistolet sportowy 25 m, 8. miejsce; pistolet pneumatyczny 10 m, 27.-29. miejsce
- Renata Mauer – karabinek sportowy 3 postawy 50 m, 3. miejsce (brązowy medal) ; karabinek pneumatyczny 10 m, 1. miejsce (złoty medal)
- Małgorzata Książkiewicz – karabinek sportowy 3 postawy 50 m, 37. miejsce; karabinek pneumatyczny 10 m, 41.-42. miejsce
- Jerzy Pietrzak – pistolet dowolny 50 m, odpadł w eliminacjach 9.-10. miejsce; pistolet pneumatyczny 10 m, 5. miejsce
- Marek Nowak – pistolet dowolny 50 m, odpadł w eliminacjach 11.-14. miejsce; pistolet pneumatyczny 10 m, odpadł w eliminacjach (29.-35. miejsce)
- Krzysztof Kucharczyk – pistolet szybkostrzelny 25 m, 4. miejsce
- Robert Kraskowski – karabinek sportowy trzy postawy 50 m, odpadł w eliminacjach (22.-25. miejsce); karabinek sportowy leżąc 50 m, odpadł w eliminacjach (11.-19. miejsce); karabinek pneumatyczny 10 m, odpadł w eliminacjach (30.-31. miejsce)
- Tadeusz Czerwiński – karabinek sportowy trzy postawy 50 m, odpadł w eliminacjach (32.-34. miejsce); karabinek sportowy leżąc 50 m, odpadł w eliminacjach (20.-25. miejsce)
- Mirosław Rzepkowski – rzutki skeet, 2. miejsce (srebrny medal)
- Tadeusz Szamrej – rzutki skeet, odpadł w eliminacjach (38.-41. miejsce)

### Szermierka
- Anna Rybicka – floret, odpadła 1/16 finału (22. miejsce)
- Barbara Szewczyk – floret, odpadła 1/16 finału (25. miejsce)
- Katarzyna Felusiak – floret, odpadła 1/16 finału (28. miejsce)
- Katarzyna Felusiak, Anna Rybicka, Barbara Szewczyk – floret, 8. miejsce
- Joanna Jakimiuk – szpada, odpadła 1/16 finału (21. miejsce)
- Ryszard Sobczak – floret, odpadł w 1/8 finału (15. miejsce)
- Piotr Kiełpikowski – floret, odpadł w 1/8 finału (16. miejsce)
- Adam Krzesiński – floret, odpadł w 1/16 finału (27. miejsce)
- Piotr Kiełpikowski, Adam Krzesiński, Jarosław Rodzewicz, Ryszard Sobczak – floret, 2. miejsce (srebrny medal)
- Rafał Sznajder – szabla, odpadł w ćwierćfinale (7. miejsce)
- Norbert Jaskot – szabla, odpadł w 1/8 finału (14. miejsce)
- Janusz Olech – szabla, odpadł w 1/16 finału (22. miejsce)
- Norbert Jaskot, Janusz Olech, Rafał Sznajder – szabla, 4. miejsce

### Tenis
- Magdalena Grzybowska – odpadła w 1/32 finału
- Aleksandra Olsza – odpadła w 1/32 finału
- Magdalena Grzybowska, Aleksandra Olsza – odpadły w 1/16 finału

### Tenis stołowy
- Andrzej Grubba – odpadł w eliminacjach grupowych
- Andrzej Grubba, Lucjan Błaszczyk – odpadli w eliminacjach grupowych

### Wioślarstwo
- Kajetan Broniewski, Adam Korol, – dwójki podwójne, 13. miejsce
- Robert Sycz, Grzegorz Wdowiak – dwójki podwójne wagi lekkiej, 7. miejsce
- Piotr Olszewski, Jacek Streich, Wojciech Jankowski, Piotr Basta – czwórki bez sternika, 12. miejsce
- Jarosław Nowicki, Przemysław Lewandowski, Marek Kolbowicz, Piotr Bujnarowski – czwórki podwójne, 9. miejsce

### Zapasy
- Piotr Jabłoński – styl klasyczny, waga papierowa, 15. miejsce
- Dariusz Jabłoński – styl klasyczny, waga musza, 8. miejsce
- Stanisław Pawłowski – styl klasyczny, waga kogucia, 16. miejsce
- Włodzimierz Zawadzki – styl klasyczny, waga piórkowa, 1. miejsce (złoty medal)
- Ryszard Wolny – styl klasyczny, waga lekka, 1. miejsce (złoty medal)
- Józef Tracz – styl klasyczny, waga półśrednia, 3. miejsce (brązowy medal)
- Jacek Fafiński – styl klasyczny, waga półciężka, 2. miejsce (srebrny medal)
- Andrzej Wroński – styl klasyczny, waga ciężka, 1. miejsce (złoty medal)
- Jan Krzesiak – styl wolny, waga piórkowa, 17. miejsce
- Robert Kostecki – styl wolny, waga półciężka, 17. miejsce
- Marek Garmulewicz – styl wolny, waga ciężka, 5. miejsce

### Żeglarstwo
- Dorota Staszewska – windsurfing Mistral, 6. miejsce
- Weronika Glinkiewicz – Europa, 20 miejsce
- Mirosław Małek – windsurfing Mistral, 11. miejsce
- Mateusz Kusznierewicz – Finn, 1. miejsce (złoty medal)
- Marek Chocian, Zdzisław Staniul – 470, 17. miejsce